# آینو (سرزمین میانه)

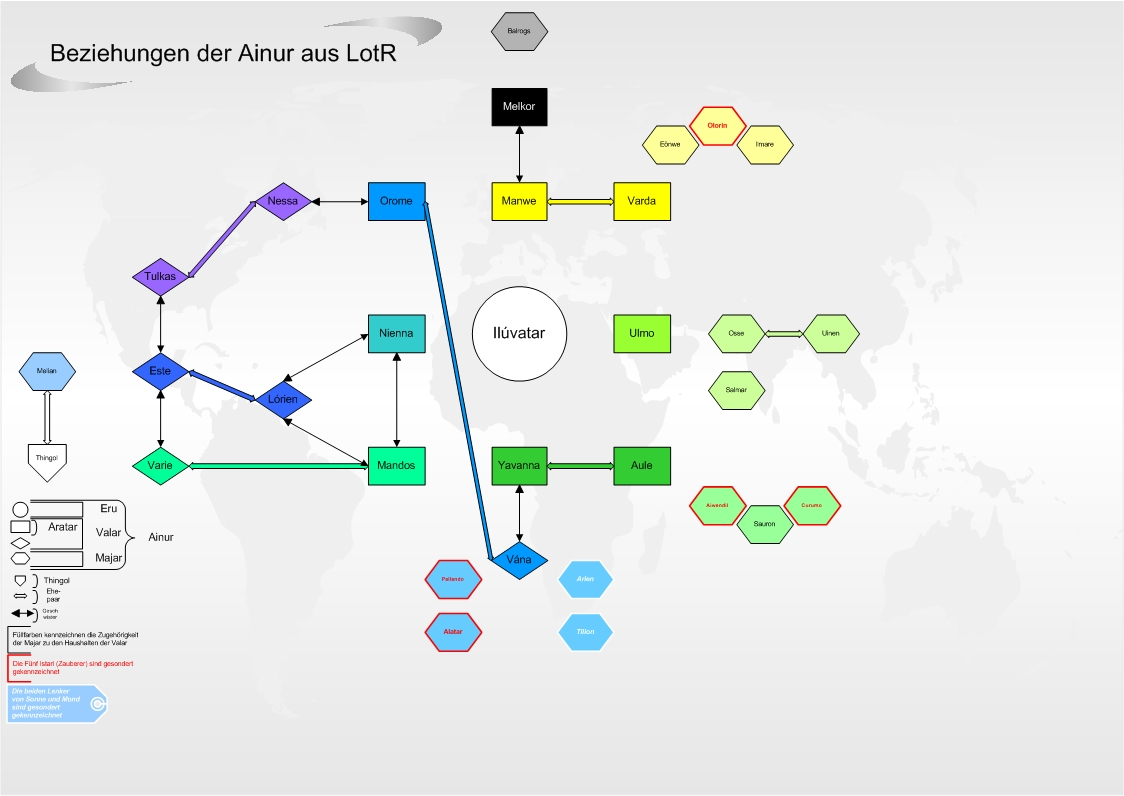
روابط بین آینور از J.R.R

آینور (به انگلیسی: ainur) روح‌هایی جاودان‌اند که قبل از خلقت در جهان‌های افسانه‌ای جی. آر. آر. تالکین می زیستیدند. این نژاد، اولین موجودات خلق شده اندیشهٔ ارو ایلوواتار هستند.

## تاریخچه
قبل از خلقت، ایلوواتار آینور یا مقدسان را خلق کرد. این اسم کوئنیایی از ریشه الفی آیان (به انگلیسی: ayan) به معنی احترام یا رفتار آمیخته با احترام است. آینور از بعد از خلقت در متون الفی فقط به صورت جمع ظاهر می‌شود. این به این معنی است که فقط هابیت‌ها و انسان‌ها از اسم مفرد آینو استفاده می‌کنند.
هستی توسط آواز آینور یا آینولینداله خلق شد، این آهنگ توسط آینور در پاسخ به آهنگ‌های معرفی شده توسط ارو سروده شد. این جهان، ائا و زمین نیز آردا نامیده شد. آنهایی از آینور که برای خلقت احساس نگرانی کردند وارد آن شدند؛ و تبدیل به والار و مایار شدند، نگهبانان خلقت.
ملکور زمین را برای خودش ادعا کرد. برادر او مانوه و تعدادی دیگر از والار تصمیم به روبرو شدن با او گرفتند. بیشتر دنیا به خاطر کشمکش بین والار و ملکور ناقص شد. طبق سیلماریلیون، والار و مایار (با کمک تولکاس، کسی که آخرین والار بود که به خلقت وارد شد) قادر به تبعید مورگوت، کالبد فیزیکی ملکور، به مکانی باطل شدند.
ملکور به عنوان بزرگترین آینو شناخته می‌شد و در دوران اول به اولین پادشاه تاریکی تبدیل شد. همچنین سائورون که یکی از مایار بود به عنوان قدرتمندترین خادم ملکور شناخته می‌شد و پس از سقوط اربابش و پایان دوران اول، به دومین پادشاه تاریکی تبدیل گشت.